# Crosstown Rebels
 (mai 2025).
Crosstown Rebels est un label discographique de musique électronique, basé à Londres, en Angleterre, au Royaume-Uni. Fondé par Damian Lazarus en 2003, sa vocation est de sortir de se démarquer des autres labels et de promouvoir, selon son fondateur, « une musique excitante, spontanée et avant-gardiste, sur laquelle on puisse danser ».

## Histoire
En 2001, Damian Lazarus travaille comme A&R au sein du label City Rockers quand celui-ci est racheté par Ministry of Sound, qui compte sur cette structure spécialisée pour faciliter la commercialisation de l'album du coûteux duo Fischerspooner. Comme les ventes de cet album ne génèrent pas suffisamment de recettes, Ministry of Sound prend ses distances avec City Rockers, et Lazarus démissionne : il veut développer sa carrière de DJ et créer son propre label, qui voit le jour en 2003.
Dès l'année de sa création, Crosstown Rebels est touché par la liquidation de son distributeur de l'époque, Ideal. Fin 2006 et fin 2007, deux distributeurs successifs du label, Intergroove UK et Amato mettent la clef sous la porte ; à elles deux, elles doivent 30 000 livres sterling à la structure de Lazarus. Il avoue qu'il est alors à deux doigts de tout laisser tomber.
En 2012, Crosstown Rebels célèbre sa 100e sortie.

## Distinctions
En décembre 2011, le magazine Resident Advisor le désigne label de l'année
.